# Strâmtoarea Magellan
Strâmtoarea Magellan se află la sudul Americii de Sud, ocolind numeroase insule și despărțind America de Sud (Chile și Argentina) de Țara de Foc (Tierra del Fuego). Strâmtoarea are o lungime de 373 mile marine (ca. 670 km) având lățimea minimă de 2,5 mile (ca. 4,5 km), făcând legătura dintre Oceanul Atlantic și Oceanul Pacific. Importanța ei maritimă a scăzut după construirea Canalului Panama. Din cauza vânturilor puternice din Patagonia este una dintre cele mai periculoase strâmtori. 

## Istoric
Descoperitorul ei în 1520, Fernando Magellan, a făcut ocolul lumii cu cinci corăbii și cu un echipaj de 237 de oameni. La data de 21 octombrie, de ziua "Fecioarei Maria", el descoperă în apropierea latitudinii de 52 grade o peninsulă pe care o numește "Capul Fecioarelor" (Cabo Virgenes). O furtună teribilă, care a durat peste 36 de ore, împinge corăbiile la 1 noiembrie, de Sărbătoarea Tuturor Sfinților, în strâmtoare, ceea ce-l determină pe Magellan să o boteze Estreito de Todos los Santos.
Echipa de marinari trimisă în recunoaștere de Magellan descoperă pe coasta de nord numai oseminte într-un mormânt. Din cauza fumului provenit de la focurile indienilor, această regiune va fi denumită "Țara de foc" ("Tierra del Fuego").
Această legătură dintre cele două oceane a devenit începând cu anul 1881 importantă prin faptul că a permis accesul din vest (evitând Capul Horn, periculos navigatorilor) spre Insulele Moluce, "Țara Mirodeniilor".
Gavin Menzies amintește în cartea sa "1421" că înaintea lui Magellan, în iarna anului 1421, împăratul Chinei traversase deja această strâmtoare.

## Galerie

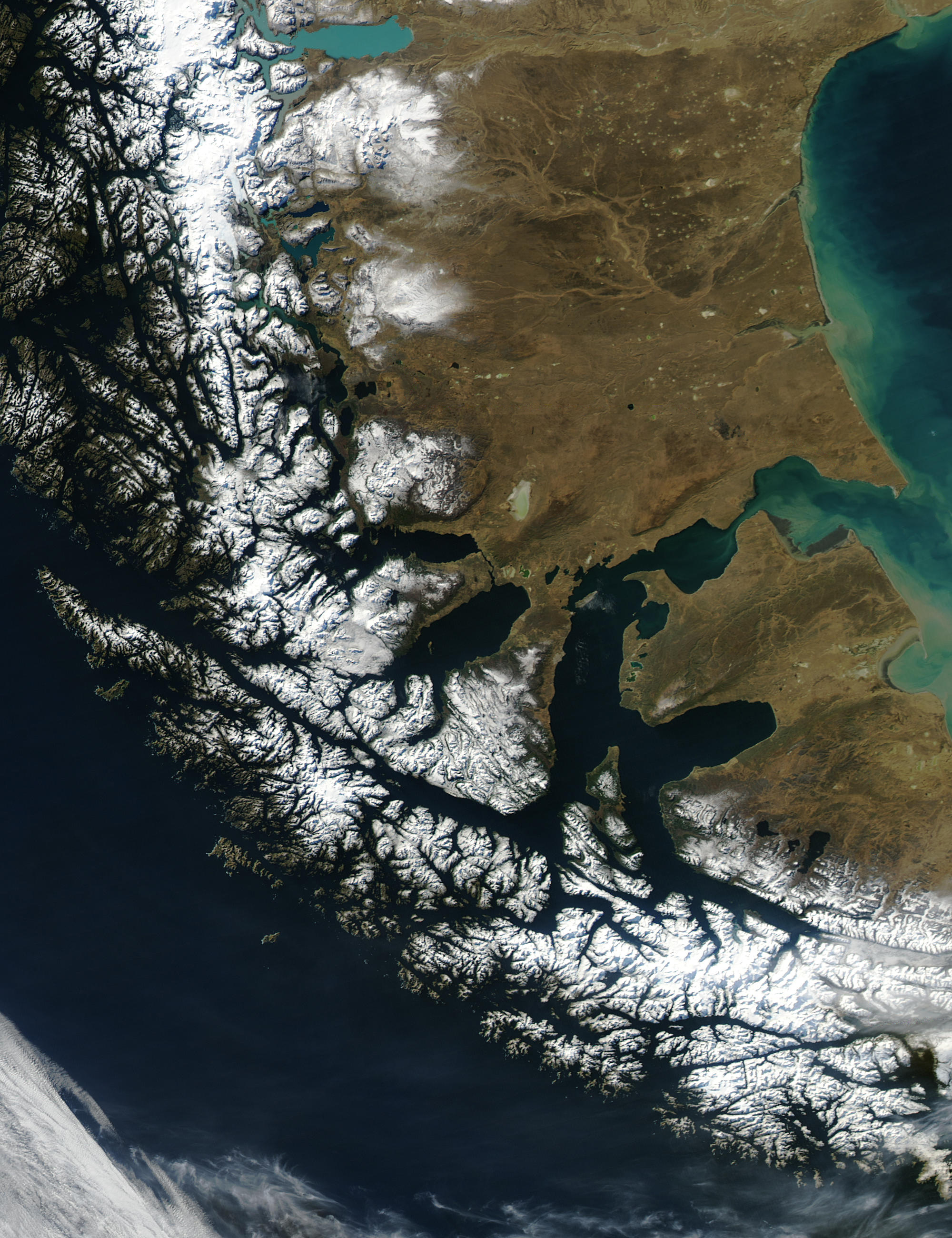
Fotografie din satelit
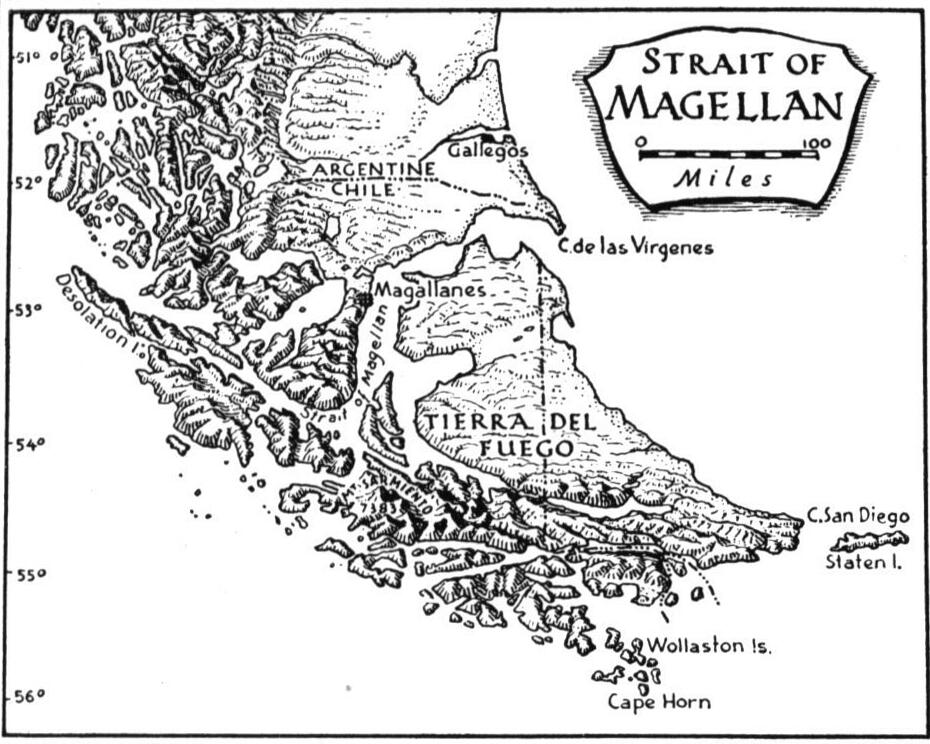
Hartă istorică
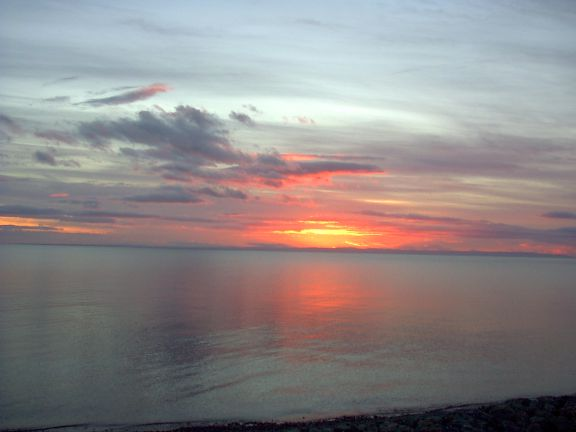
Strâmtoarea Magellan în zori
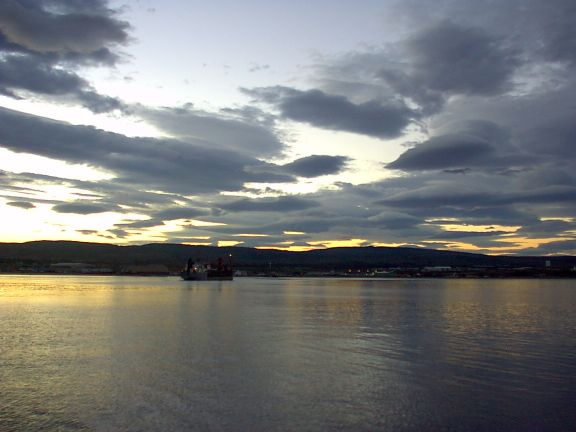
Strâmtoarea Magellan la apusul soarelui
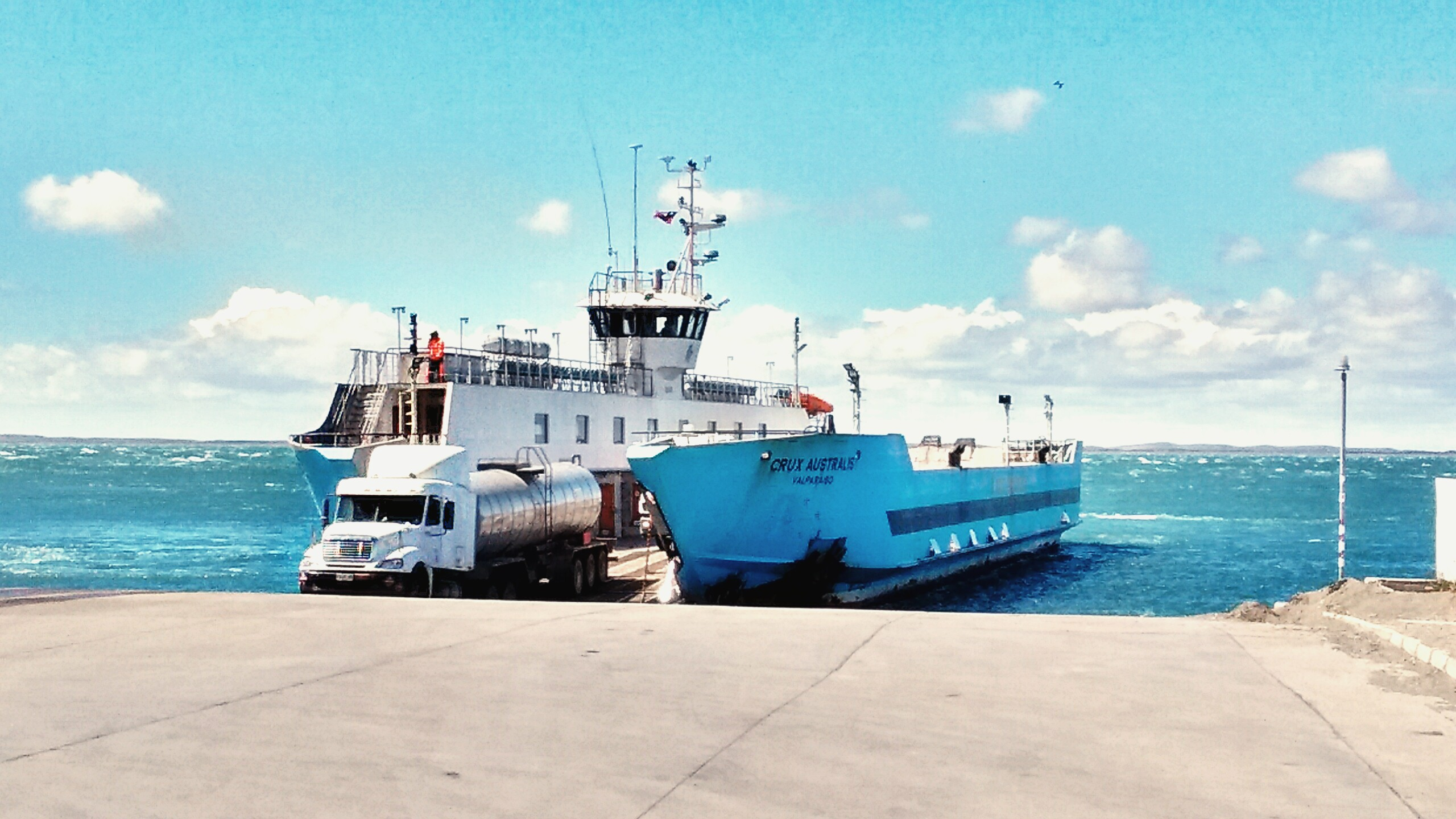